# 50 Dywizja Piechoty (III Rzesza)
50 Dywizja Piechoty (niem. 50. Infanterie-Division) – niemiecka dywizja, uczestniczyła w agresja na Polskę, Francję i Bałkany oraz w ataku na Związek Radziecki.

## Formowanie i walki
Sformowana na mocy rozkazu z 26 sierpnia 1939, w 2. fali mobilizacyjnej przez Grenz – Kommandantur w Kostrzynie w III. Okręgu Wojskowym. W 1939 uczestniczyła w agresja na Polskę, w 1940 na Francję, a w 1941 na Jugosławię i Grecję.
W tym samym, 22 czerwca przeprowadziła atak na Związek Radziecki, na którego terytorium walczyła przeciw Armii Czerwonej w latach 1941-1944. W marcu 1945 została rozbita w kotle Heligenbeil, a niedobitki poddały się Armii Czerwonej na półwyspie helskim.
Z wszystkich żołnierzy wcielonych do 50 DP, 6 tys. zostało zabitych, 23 tys. rannych a ponad 4 tys. zaginęło. Statystyka nie obejmuje jeńców wziętych do niewoli przez Armię Czerwoną wraz z końcem wojny.

## Dowództwo dywizji
Dowódcy dywizji:
- gen. por. Konrad Sorsche 26 VIII 1939 – 25 X 1940
- gen. płk Karl-Adolf Hollidt 25 X 1940 – 23 I 1942
- gen. por. August Schmidt 31 I 1942 – 1 III 1942
- gen. por. Friedrich Schmidt 1 III 1942 – 26 VI 1943; poległ na Kubaniu
- gen. por. Friedrich Sixt 26 VI 1943 – 30 IV 1944
- gen. por. Paul Betz 30 IV 1944 – 9 V 1944; poległ w Sewastopolu
- gen. mjr Aleksander von Pfuhstein 9 V 1944 – 5 VI 1944
- gen. mjr Georg Haus 5 VI 1944 – 18 IV 1945; poległ w Stutthofie
- gen. mjr Kurt Domansky 18 IV 1945 – 28 IV 1945; poległ w Stutthofie
- płk Ribbert dowódca 121 pułku grenadierów, pełnił obowiązki dowódcy 50  Dywizji od 28 IV 1945 do 9 V 1945[7]

Szefowie sztabu:
- ppłk Karl Jank (w czasie ataku na Polskę[8])

## Struktura organizacyjna
Skład w sierpniu 1939:
- 121., 122. i 123. pułk piechoty, 101. dywizjon artylerii, 71. batalion pionierów, 71. oddział łączności;

Skład w kwietniu 1940:
- 121., 122., 123. pułk piechoty, 150. pułk artylerii, 71. batalion pionierów, 150. oddział rozpoznawczy, 150. oddział przeciwpancerny, 71. oddział łączności;

Skład w czerwcu 1943:
- 121., 122., 123. pułk grenadierów, 150. pułk artylerii, 71. batalion pionierów, 50. batalion fizylierów, 150. oddział przeciwpancerny, 71. oddział łączności, 150. polowy batalion zapasowy;

## Szlak bojowy
- Polska (wrzesień 1939 - maj 1940);
- Francja (maj 1940 - czerwiec 1941);
- Polska (wrzesień - grudzień 1940);
- Rumunia (styczeń - maj 1941);
- Grecja (maj 1941);
- ZSRR (odcinek południowy) (czerwiec 1941 - maj 1944);
- ZSRR (odcinek środkowy) (lipiec - sierpień 1944);
- III Rzesza (Prusy Wschodnie) (styczeń - maj 1945);